# Халиимаиле
Халиимаиле (гав. Hāliʻimaile) — статистически обособленная местность в округе Мауи (штат Гавайи, США).

## География
Согласно Бюро переписи населения США статистически обособленная местность Халиимаиле имеет общую площадь 9 квадратных километров, из которых 8,9 км2 относится к суше и 0,1 км2 или 0,76 % — к водным ресурсам.

## Демография
По данным переписи населения за 2000 год в Халиимаиле проживало 895 человек, насчитывалось 254 домашних хозяйств, 193 семьи и 260 жилых домов. Средняя плотность населения составляла около 205,7 человек на один квадратный километр.
Расовый состав Халиимаиле по данным переписи распределился следующим образом: 16,65 % белых, 0,56 % — коренных американцев, 40,89 % — азиатов, 16,31 % — коренных жителей тихоокеанских островов, 25,36 % — представителей смешанных рас, 0,22 % — других народностей. Испаноговорящие составили 6,26 % населения.
Из 254 домашних хозяйств в 30,3 % — воспитывали детей в возрасте до 18 лет, 52,8 % представляли собой совместно проживающие супружеские пары, в 12,6 % семей женщины проживали без мужей, 24 % не имели семьи. 17,7 % от общего числа семей на момент переписи жили самостоятельно, при этом 7,1 % составили одинокие пожилые люди в возрасте 65 лет и старше. В среднем домашнее хозяйство ведут 3,52 человек, а средний размер семьи — 3,84 человек.
Население Халиимаиле по возрастному диапазону (данные переписи 2000 года) распределилось следующим образом: 22,7 % — жители младше 18 лет, 11,5 % — между 18 и 24 годами, 28,8 % — от 25 до 44 лет, 19,9 % — от 45 до 64 лет и 17,1 % — в возрасте 65 лет и старше. Средний возраст жителей составил 36 лет. На каждые 100 женщин приходилось 105,3 мужчины, при этом на каждые сто женщин 18 лет и старше приходилось 102,3 мужчины также старше 18 лет.

## Экономика
Средний доход на одно домашнее хозяйство Халиимаиле составил 49 167 долларов США, а средний доход на одну семью — 49 792 доллара. При этом мужчины имели средний доход в 20 536 долларов в год против 22 250 долларов среднегодового дохода у женщин. Доход на душу населения составил 16 638 долларов в год. 4,4 % от всего числа семей в местности и 7,3 % от всей численности населения находилось на момент переписи за чертой бедности, при этом 6,2 % из них были моложе 18 лет и 14,4 % — в возрасте 65 лет и старше.